# Henrik Bjørdal
Henrik Rørvik Bjørdal, född 4 februari 1997 i Ålesund, är en norsk fotbollsspelare som spelar för Vålerenga.

## Karriär
I mars 2017 lånades Bjørdal ut av Brighton & Hove Albion till IFK Göteborg på ett låneavtal fram till den 16 juli. Den 1 april 2017 gjorde Bjørdal allsvensk debut i en 1–1-match mot Malmö FF.
Den 21 juni 2018 värvades Bjørdal av belgiska Zulte Waregem. Den 8 september 2020 värvades Bjørdal av norska Vålerenga, där han skrev på ett kontrakt fram över säsongen 2023. I februari 2023 förlängde Bjørdal sitt kontrakt fram över säsongen 2026.